# Бошняце
Бошняце (серб. Бошњаце) — населённый пункт в общине Лебане Ябланичского округа Сербии.

## Население
Согласно переписи населения 2002 года, в селе проживало 1629 человек (1524 серба, 87 цыган и другие).
| Численность населения | Численность населения | Численность населения | Численность населения | Численность населения | Численность населения | Численность населения | Численность населения |
| 1948                  | 1953                  | 1961                  | 1971                  | 1981                  | 1991                  | 2002                  | 2011                  |
| --------------------- | --------------------- | --------------------- | --------------------- | --------------------- | --------------------- | --------------------- | --------------------- |
| 1517                  | 1601                  | 1691                  | 1769                  | 1819                  | 1853                  | 1629                  | 1550                  |

## Религия
- Храм Святой Преподобномученицы Параскевы — центр двух приходов Ябланичского архиерейского наместничества Нишской епархии Сербской православной церкви[3].